# 欧松斯
欧松斯（法語：Aussonce，法語發音：[osɔ̃s]）是法国大東部大區阿登省的一个市镇，属于勒泰勒区。

## 地理
欧松斯（49°21'1"N, 4°19'21"E）面积19.14 平方千米，位于法国大東部大區阿登省，该省份为法国北部内陆省份，西接埃纳省，南至马恩省，东临默兹省，北与比利时接壤。
与欧松斯接壤的市镇（或旧市镇、城区）包括：瑞尼维尔、梅尼勒莱皮努瓦、拉讷维尔-昂图尔讷-阿菲伊、贝特尼维尔、厄特雷日维尔、蓬法韦热-莫龙维利耶、瓦默里维尔。

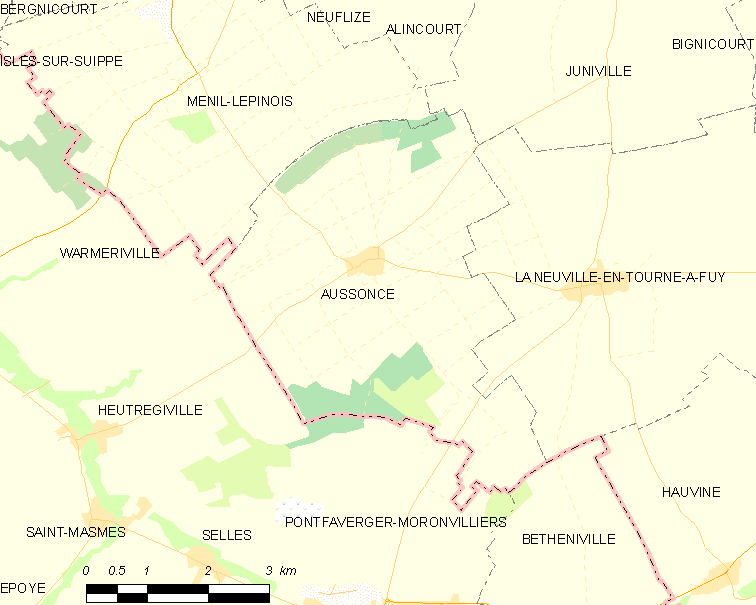
欧松斯的OSM定位图

欧松斯的时区为UTC+01:00、UTC+02:00（夏令时）。

## 行政
欧松斯的邮政编码为08310，INSEE市镇编码为08032。

## 政治
欧松斯所属的省级选区为波尔西安堡县。

## 人口

1962-2008年间欧松斯人口变化图示

欧松斯于2022年1月1日时的人口数量为232人。